# Rafael Pallais
Rafael Pallais, nikaragovski pesnik, polemik in pisatelj francoskega porekla, * 1952, León, Nikaragva.

## Otroštvo
Rodil se je nikaragovskemu očetu francoskih korenin in francoski materi. Njegov oče je bil novinar Henri Pallais Sacasa, ki je umrl v helikopterski nesreči leta 1965. Njegova mati Marie-Cecile Cauvet je pastorka Adolpha Mourona Cassandra. Ko je imel pet let, je odšel v Pariz, kjer je živel do 12. leta starosti, ko se je vrnil v Nikaragvo. 
Svoja prva dela je objavil pri starosti 17 let, zatem pa je ponovno odšel v Francijo. 

## Objavljena dela
- Incitation a la Refutation du Tiers-Monde (1978)
- »Précisions sur le Nicaragua« (letak, Editorial El Milenio)
- Champagne! (1983)